# نويفا إيسيا
نويفا إيسيا هي مقاطعة في الفلبين، تتبع Central Luzon ‏، بلغ عدد سكانها 2٬151٬461  نسمة، في 2015، عاصمتها بالايان، تبلغ مساحتها 5٬751٫33 كيلومتر مربع، رمزها البريدي هو 3100–3133.

## الموقع
تشترك في الحدود مع:
- بانغاسينان.

## التقسيمات الإدارية
- كاباناتوان
- قابان
- بالايان
- سان خوسيه، الفلبين
- مونيوز
- Aliaga, Nueva Ecija [الإنجليزية]‏
- Bongabon [الإنجليزية]‏
- Cabiao [الإنجليزية]‏
- Carranglan [الإنجليزية]‏
- Cuyapo [الإنجليزية]‏
- Gabaldon, Nueva Ecija [الإنجليزية]‏
- General Mamerto Natividad [الإنجليزية]‏
- Guimba [الإنجليزية]‏
- General Tinio [الإنجليزية]‏
- Jaen, Nueva Ecija [الإنجليزية]‏
- Laur, Nueva Ecija [الإنجليزية]‏
- Licab [الإنجليزية]‏
- Llanera, Nueva Ecija [الإنجليزية]‏
- Lupao [الإنجليزية]‏
- Nampicuan [الإنجليزية]‏
- Pantabangan [الإنجليزية]‏
- Peñaranda, Nueva Ecija [الإنجليزية]‏
- Rizal, Nueva Ecija [الإنجليزية]‏
- San Antonio, Nueva Ecija [الإنجليزية]‏
- San Isidro, Nueva Ecija [الإنجليزية]‏
- سان ليوناردو
- Santa Rosa, Nueva Ecija [الإنجليزية]‏
- Santo Domingo, Nueva Ecija [الإنجليزية]‏
- Talavera, Nueva Ecija [الإنجليزية]‏
- Talugtug [الإنجليزية]‏
- Zaragoza, Nueva Ecija [الإنجليزية]‏
- Quezon, Nueva Ecija [الإنجليزية]‏.